# Fidelitatem et Constantiam
Fidelitatem et Constantiam (łac. „Wiernością i Stałością”) – słowa, jakimi określił Lublin August II Mocny w przywileju nadanym miastu w 1703 roku. Król nadał miastu ten przywilej w związku z postawą mieszczan Lublina, którzy popierali go w trakcie wielkiej wojny północnej. Lublin został zrównany w prawach z Krakowem.
Ta dewiza (w formie mianownikowej, Fidelitas et Constantia) znalazła się na sztandarze miasta i rady miasta, który został ustanowiony uchwałą z dnia 29 grudnia 2010 roku jako jeden z nowych symboli miasta i jego władz.
Dewiza została upamiętniona w musicalu z 2017 roku, Fidelitas – Suita Lubelska.